# 鮑德溫縣區 (伊利諾伊州蘭道夫縣)
鮑德溫縣區（英語：Precincts (United States)）是位於美國伊利諾伊州蘭道夫縣的一個縣區。

## 地方資料
根據2010年美國人口普查的數據，鮑德溫縣區的面積為111.14平方千米，當中陸地面積為103.31平方千米，而水域面積為7.83平方千米。當地共有人口879人，而人口密度為每平方千米7.91人。